# VK Beograd
Vaterpolo klub Beograd, vaterpolski klub iz Beograda, Srbija. Osnovan je 1978. godine, a trenutno se natječe u Prvoj A ligi Srbije. Domaće utakmice igra na bazenu ŠRC Tašmajdana.

## Povijest
Beograd je krajem 1980-tih postao drugoligaš u SFRJ, a krajem devedesetih prvoligaš, sada već u ligi SR Jugoslavije. U sezoni 2008./09. klub je po prvi put sudjelovao u nekom europskom natjecanju, Kupu LEN, u kojem je uspio proći prva dva kola po skupinama, ali je poražen u osmini završnice od ruskog Sinteza iz Kazana s 10:6 i 11:6. Najveći uspjeh u ligaškim natjecanjima klub je postigao u sezoni 2009/10. kada je osvojio treće mjesto; prvo je u ligaškom dijelu sezone zauzeo treće mjesto, da bi ga potvrdio i u utakmici doigravanja za treće mjesto nadigravši Niš s 2:1 u pobjedama.

## Vanjske poveznice
- Službena stranica  Arhivirana inačica izvorne stranice od 12. ožujka 2013. (Wayback Machine)